# Huleaipilske, Huleaipole
Huleaipilske (în ucraineană Гуляйпільське) este o comună în raionul Huleaipole, regiunea Zaporijjea, Ucraina, formată numai din satul de reședință.

## Demografie
Componența lingvistică a comunei Huleaipilske
     Ucraineană (92,34%)
     Rusă (7,56%)
     Alte limbi (0,09%)
Conform recensământului din 2001, majoritatea populației comunei Huleaipilske era vorbitoare de ucraineană (92,34%), existând în minoritate și vorbitori de rusă (7,56%).